# Você e Eu
Você e Eu је шести албум групе Банда Ева. Албум је издат је 1998. године.

## Песме
1.   Carro velho     (Ninha - Ивет Сангало) 
2.   Nayambing blues     (Sine Calmon) 
3.   De ladinho      (Gustavo de Dalva - Léo Bit Bit - Boghan) 
4.   Minha paixão      (Clóvis Cruz - Gilberto Timbaleiro) 
5.   Coração de timbaleiro      (Renato Fechine - Dito) 
6.   Frisson      (Sergio Natureza - Tunai) 
7.   Pra colorir      (Ramon Cruz) 
8.   Fã      (Моника Сангало) 
9.   Ói eu, véia      (Tonho Matéia - Carlinhos Brown) 
10.   Eparré baba      (Leonardo Reis - Rose Alvaya)  